# Stenocorus vittiger
Stenocorus vittiger är en skalbaggsart som först beskrevs av Randall 1838.  Stenocorus vittiger ingår i släktet Stenocorus och familjen långhorningar. Inga underarter finns listade i Catalogue of Life.